# Hospital José María Vargas
El Hospital Vargas de Caracas, es un centro de salud que tiene valor histórico y patrimonial localizado en el Municipio Libertador del Distrito capital al oeste de la ciudad de Caracas, al centro norte de Venezuela.

## Historia

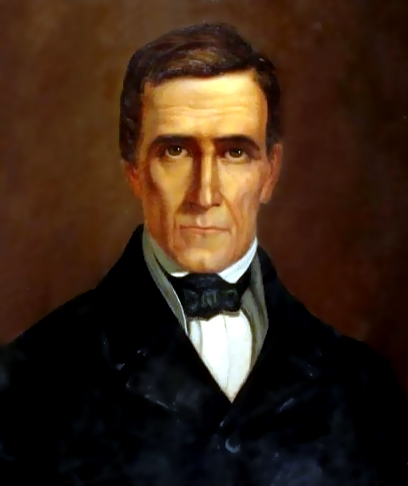
El Doctor José María Vargas.

Fundado el 16 de agosto de 1888 surge por iniciativa del entonces presidente Juan Pablo Rojas Paúl. En su construcción participó Calixto González quien fuese alumno del doctor Vargas. Los trabajos se extendieron hasta el 5 de julio de 1891 cuando se procedió a su inauguración formal.
El hospital fue una réplica del famoso Hospital Lariboisière de París (1839) con 1000 camas equipándosele sin escatimar ninguno, con todos los adelantos del momento; asistencia de calidad, docencia de lustre, laboratorio clínico, farmacia, nuevos procedimientos exploratorios o de tratamiento, modernas técnicas quirúrgicas que no se realizaban en centros privados. 
Aparte de sus funciones como centro de salud cumple funciones educativas mediante un acuerdo con la Universidad Central de Venezuela. Recibe su nombre del Doctor José María de los Dolores Vargas Ponce quien fuese un médico, profesor, científico, escritor y político venezolano, que ejerció la presidencia de Venezuela entre 1835 y 1836.